# كريستين شفتشينكو
كريستين شفتشينكو (بالأوكرانية: Шевченко Христина Юріївна)‏ هي راقصة باليه أوكرانية، ولدت في 1989 في أوديسا في أوكرانيا.

## وصلات خارجية
- الموقع الرسمي